# Полски-Трымбеш (община)
Полски-Трымбеш (болг. Община Полски Тръмбеш) — община в Болгарии. Входит в состав Великотырновской области. Население составляет 18 766 человек (на 21.07.05 г.).

## Состав общины
В состав общины входят следующие населённые пункты:
1. Вырзулица
2. Иванча
3. Каранци
4. Климентово
5. Куцина
6. Масларево
7. Обединение
8. Орловец
9. Павел
10. Петко-Каравелово
11. Полски-Сеновец
12. Полски-Трымбеш
13. Раданово
14. Стефан-Стамболово
15. Страхилово

1. ↑  НСИ Националният регистър на населените места (болг.)